# Adrian Meronk
Adrian Meronk (ur. 31 maja 1993 w Hamburgu) – polski profesjonalny golfista, grający  w LIV Golf. W 2022 wygrał turniej  Horizon Irish Open, stając się pierwszym polskim golfistą, który wygrał na European Tour.

## Początki golfa
Urodził się w Hamburgu, gdzie jego ojciec grał w golfa. W wieku dwóch lat przeprowadził się wraz z rodzicami do Pniew, a następnie do Wrocławia. Początkowo uprawiał różne sporty zespołowe, po czym zaczął trenować golfa. W wieku 16 lat w ośrodku golfowego Toya Golf poznał walijskiego trenera Matthew Tippera, który zainspirował go do podjęcia starań o stypendium golfowe na amerykańskiej uczelni. Po pierwszych sukcesach juniorskich został zauważony przez skautów ze Stanów Zjednoczonych Ameryki. Wybrał szkołę East Tennessee State, którą ukończył w 2016 roku. Po studiach przeszedł na zawodowstwo, startując w zawodach Challenge Tour, po których awansował do European Tour.

## Zawodowy golf
W lipcu 2016 roku dostał zaproszenie od organizatorów, tzw. „dziką kartę” w turnieju Le Vaudreuil Golf Challenge jako jeden z najlepszych amatorskich golfistów na świecie. Zajął wówczas 14. miejsce, będąc jednocześnie najwyżej sklasyfikowanym amatorem w rankingu. W październiku tego samego roku przeszedł na zawodowstwo.
We wrześniu 2017 roku zajął 2. miejsce w turnieju Wrocław Open z cyklu Pro Golf Tour, wyprzedzając będącego tuż za nim Mateusza Gradeckiego. Po raz pierwszy w historii Pro Golf Tour na podium stanęło dwóch Polaków. Miesiąc później ponownie stanął na podium, zajmując drugie miejsce w turnieju Ras Al Khaimah Golf Challenge z cyklu Challenger Tour. Po dogrywce przegrał ze Szwedem Jensem Dantorpem.
W maju 2019 roku w Challenge Tour w turnieju D+D REAL Czech Challenge w Kuřimie zajął trzecie miejsce, przegrywając o jedno uderzenie z Portugalczykiem Ricardo Santosem i o pięć – od Anglika Rossa McGowana. We wrześniu zwyciężył w turnieju 57º Open De Portugal @ Morgado Golf Resort w Portimão z cyklu Challenge Tour, osiągając najlepszy wynik w historii polskiego golfa. W końcowej klasyfikacji wyprzedził Hiszpana Sebastiána Garcíę Rodrígueza o dwa uderzenia.
Dwa miesiące później rozpoczął nowy sezon w European Tour. Pierwszym turniejem był Alfred Dunhill Championship w Malalane, który zakończył na 42. pozycji.
W lipcu 2022 r. Meronk wygrał Horizon Irish Open. W grudniu 2022 r. zdobył swój drugi tytuł na European Tour w ISPS Handa Australian Open .
W 2024 r. podpisał kontrakt z saudyjską ligą LIV Golf. 8 lutego 2025 r. odniósł pierwsze zwycięstwo w turnieju golfowym w Rijadzie, inaugurującym sezon rozgrywek LIV.

## Turnieje
W tabeli zostały uwzględnione jedynie turnieje European Tour, Challenge Tour i ProGolf Tour.
| Rok  | Zawody                                                             | Lokalizacja        | Tour           | Uderzenia | Pozycja | Punkty rankingowe |
| ---- | ------------------------------------------------------------------ | ------------------ | -------------- | --------- | ------- | ----------------- |
| 2016 | Le Vaudreuil Golf Challenge                                        | Le Vaudreuil       | Challenge Tour | 278       | T14     | 1,20              |
| 2016 | Alfred Dunhill Links Championship                                  | Angus              | Challenge Tour | 219       | MC      | –                 |
| 2017 | Barclays Kenya Open                                                | Nairobi            | Challenge Tour | 272       | T5      | 2,64              |
| 2017 | Turkish Airlines Challenge                                         | Atakum             | Challenge Tour | 140       | MC      | –                 |
| 2017 | Open de Portugal at Morgado Golf Resort                            | Portimão           | Challenge Tour | 286       | T42     | –                 |
| 2017 | Andalucía Costa del Sol Match Play 9                               | Estepona           | Challenge Tour | —         | MC      | –                 |
| 2017 | D+D REAL Czech Challenge                                           | Kuřim              | Challenge Tour | 282       | T38     | –                 |
| 2017 | Hauts de France Golf Open                                          | Saint-Omer         | Challenge Tour | 147       | MC      | –                 |
| 2017 | Made in Denmark Challenge – presented by Ejner Hessel              | Skanderborg        | Challenge Tour | 145       | MC      | –                 |
| 2017 | SSE Scottish Hydro Challenge hosted by Macdonald Hotels & Resorts  | Aviemore           | Challenge Tour | 277       | T13     | 1,22              |
| 2017 | Prague Golf Challenge                                              | Praga              | Challenge Tour | 277       | T27     | –                 |
| 2017 | Sierra Polish Open                                                 | Pętkowice          | ProGolf Tour   | 214       | T22     | –                 |
| 2017 | Starnberg Open                                                     | Starnberg          | ProGolf Tour   | 205       | T15     | –                 |
| 2017 | Wroclaw Open                                                       | Brzeźno            | ProGolf Tour   | 197       | 2       | 2,4               |
| 2017 | KLM Open                                                           | Amsterdam          | European Tour  | 151       | T27     | –                 |
| 2017 | Kazakhstan Open                                                    | Ałmaty             | Challenge Tour | 283       | T34     | –                 |
| 2017 | Ras Al Khaimah, 2017 Golf Challenge                                | Ras al-Chajma      | Challenge Tour | 273       | 2       | 7,80              |
| 2017 | NBO Golf Classic Grand Final                                       | Port d'Alcúdia     | Challenge Tour | 281       | T11     | 2,05              |
| 2017 | Australian PGA Championship                                        | Queensland         | European Tour  | 288       | T55     | –                 |
| 2017 | Joburg Open                                                        | Johannesburg       | European Tour  | 280       | T42     | –                 |
| 2018 | ISPS Handa World Super 6 Perth                                     | Perth              | European Tour  | —         | MC      | –                 |
| 2018 | Barclays Kenya Open                                                | Nairobi            | Challenge Tour | 145       | MC      | –                 |
| 2018 | Belt & Road Colorful Yunnan Open                                   | Kunming            | Challenge Tour | 286       | T43     | –                 |
| 2018 | Turkish Airlines Challenge                                         | Atakum             | Challenge Tour | 281       | T42     | –                 |
| 2018 | Challenge de España                                                | Álava              | Challenge Tour | 284       | T23     | –                 |
| 2018 | 56º Open de Portugal @ Morgado Golf Resort                         | Portimão           | Challenge Tour | 287       | T14     | 1,20              |
| 2018 | Andalucia – Costa de Sol Match Play 9                              | Estepona           | Challenge Tour | —         | 18      | –                 |
| 2018 | D+D REAL Czech Challenge                                           | Kuřim              | Challenge Tour | 283       | T35     | –                 |
| 2018 | Hauts de France Golf Open                                          | Saint-Omer         | Challenge Tour | 286       | T22     | –                 |
| 2018 | SSE Scottish Hydro Challenge hosted by Macdonald Hotels & Resorts  | Aviemore           | Challenge Tour | 282       | T19     | –                 |
| 2018 | Prague Golf Challenge                                              | Praga              | Challenge Tour | 278       | T21     | –                 |
| 2018 | Italian Challenge presented by Cashback World                      | Monterosi          | Challenge Tour | 274       | T21     | –                 |
| 2018 | Le Vaudreuil Golf Challenge                                        | Le Vaudreuil       | Challenge Tour | 276       | T17     | –                 |
| 2018 | Swedish Challenge hosted by Robert Karlsson                        | Katrineholm        | Challenge Tour | 292       | 61      | –                 |
| 2018 | D+D Real Czech Masters                                             | Praga              | European Tour  | 145       | MC      | –                 |
| 2018 | Cordon Golf Open                                                   | Pléneuf-Val-André  | Challenge Tour | 146       | MC      | –                 |
| 2018 | Bridgestone Challenge                                              | Luton Hoo          | Challenge Tour | 142       | MC      | –                 |
| 2018 | Kazakhstan Open                                                    | Ałmaty             | Challenge Tour | 278       | T37     | –                 |
| 2018 | Hopps Open de Provence                                             | Mallemort          | Challenge Tour | 285       | T28     | –                 |
| 2018 | Monaghan Irish Challenge                                           | Kells              | Challenge Tour | 285       | T11     | 1,44              |
| 2018 | Hainan Open                                                        | Hajnan             | Challenge Tour | 283       | T15     | 1,21              |
| 2018 | Foshan Open                                                        | Foshan             | Challenge Tour | 272       | T7      | 2,13              |
| 2019 | Open Casa Green Golf                                               | Bouskoura          | ProGolf Tour   | 204       | T3      | 1,40              |
| 2019 | Open Prestigia                                                     | Marrakesz          | ProGolf Tour   | 211       | T17     | –                 |
| 2019 | Commercial Bank Qatar Masters                                      | Doha               | European Tour  | 144       | MC      | –                 |
| 2019 | Turkish Airlines Challenge                                         | Atakum             | Challenge Tour | 268       | T7      | 1,96              |
| 2019 | Challenge de España                                                | Álava              | Challenge Tour | 280       | T7      | 2,04              |
| 2019 | Prague Golf Challenge                                              | Praga              | Challenge Tour | 146       | MC      | –                 |
| 2019 | D+D REAL Czech Challenge                                           | Kuřim              | Challenge Tour | 271       | 3       | 4,80              |
| 2019 | Swiss Challenge Presented by Swiss Golf                            | Hildisrieden       | Challenge Tour | 149       | MC      | –                 |
| 2019 | Andalucia – Costa del Sol Match Play 9                             | Estepona           | Challenge Tour | —         | 18      | –                 |
| 2019 | Italian Challenge Open Eneos Motor Oil                             | Monterosi          | Challenge Tour | 286       | T50     | –                 |
| 2019 | D+D REAL Slovakia Challenge                                        | Senica             | Challenge Tour | 277       | T10     | 1,35              |
| 2019 | Euram Bank Open                                                    | Ramsau             | Challenge Tour | 268       | T8      | 1,86              |
| 2019 | Made in Denmark Challenge – Presented by FREJA                     | Skanderborg        | Challenge Tour | 140       | MC      | –                 |
| 2019 | ISPS Handa World Invitational presented by Modest! Golf Management | Ballymena          | Challenge Tour | 148       | MC      | –                 |
| 2019 | Rolex Trophy                                                       | Genewa             | Challenge Tour | 274       | T11     | 1,44              |
| 2019 | KPMG Trophy                                                        | Paal               | Challenge Tour | 270       | T28     | –                 |
| 2019 | 57º Open De Portugal @ Morgado Golf Resort                         | Portimão           | Challenge Tour | 273       | 1       | 12,00             |
| 2019 | Hopps Open de Provence                                             | Mallemort          | Challenge Tour | 275       | T5      | 2,48              |
| 2019 | Lalla Aïcha Challenge Tour                                         | Rabat              | Challenge Tour | 287       | T36     | –                 |
| 2019 | Hainan Open                                                        | Hajnan             | Challenge Tour | 278       | T5      | 2,86              |
| 2019 | Foshan Open                                                        | Foshan             | Challenge Tour | 272       | T6      | 2,34              |
| 2019 | Challenge Tour Grand Final                                         | Port d'Alcúdia     | Challenge Tour | 284       | T9      | 2,47              |
| 2019 | Alfred Dunhill Championship                                        | Malalane           | European Tour  | 294       | T42     | –                 |
| 2019 | AFRASIA BANK Mauritius Open                                        | Bel-Ombre          | European Tour  | 144       | MC      | –                 |
| 2020 | Abu Dhabi HSBC Championship presented by EGA                       | Abu Zabi           | European Tour  | 147       | MC      | –                 |
| 2020 | Saudi International powered by SoftBank Investment Advisors        | KAEC               | European Tour  | 278       | T27     | 2,08              |
| 2020 | Oman Open                                                          | Maskat             | European Tour  | 287       | T54     | –                 |
| 2020 | Commercial Bank Qatar Master                                       | Doha               | European Tour  | 143       | MC      | –                 |
| 2020 | Austrian Open                                                      | Atzenbrugg         | European Tour  | 147       | MC      | –                 |
| 2020 | Betfred British Masters hosted by Lee Westwood                     | Heddon-on-the-Wall | European Tour  | 277       | T21     | 1,41              |
| 2020 | Hero Open                                                          | Birmingham         | European Tour  | 147       | MC      | –                 |
| 2020 | English Championship                                               | Ware               | European Tour  | 273       | T34     | –                 |
| 2020 | Celtic Classic                                                     | Newport            | European Tour  | 270       | T6      | 4,14              |
| 2020 | ISPS HANDA Wales Open                                              | Newport            | European Tour  | 290       | T68     | –                 |
| 2020 | Estrella Damm N.A. Andalucia Masters                               | San Roque          | European Tour  | 160       | MC      | –                 |
| 2020 | Portugal Masters                                                   | Algarve            | European Tour  | 280       | T36     | –                 |

     European Tour
     Challenge Tour
     ProGolf Tour